# Alpaida antonio
Alpaida antonio là một loài nhện trong họ Araneidae.
Loài này thuộc chi Alpaida. Alpaida antonio được Herbert Walter Levi miêu tả năm 1988.